# Sombrero de papel aluminio

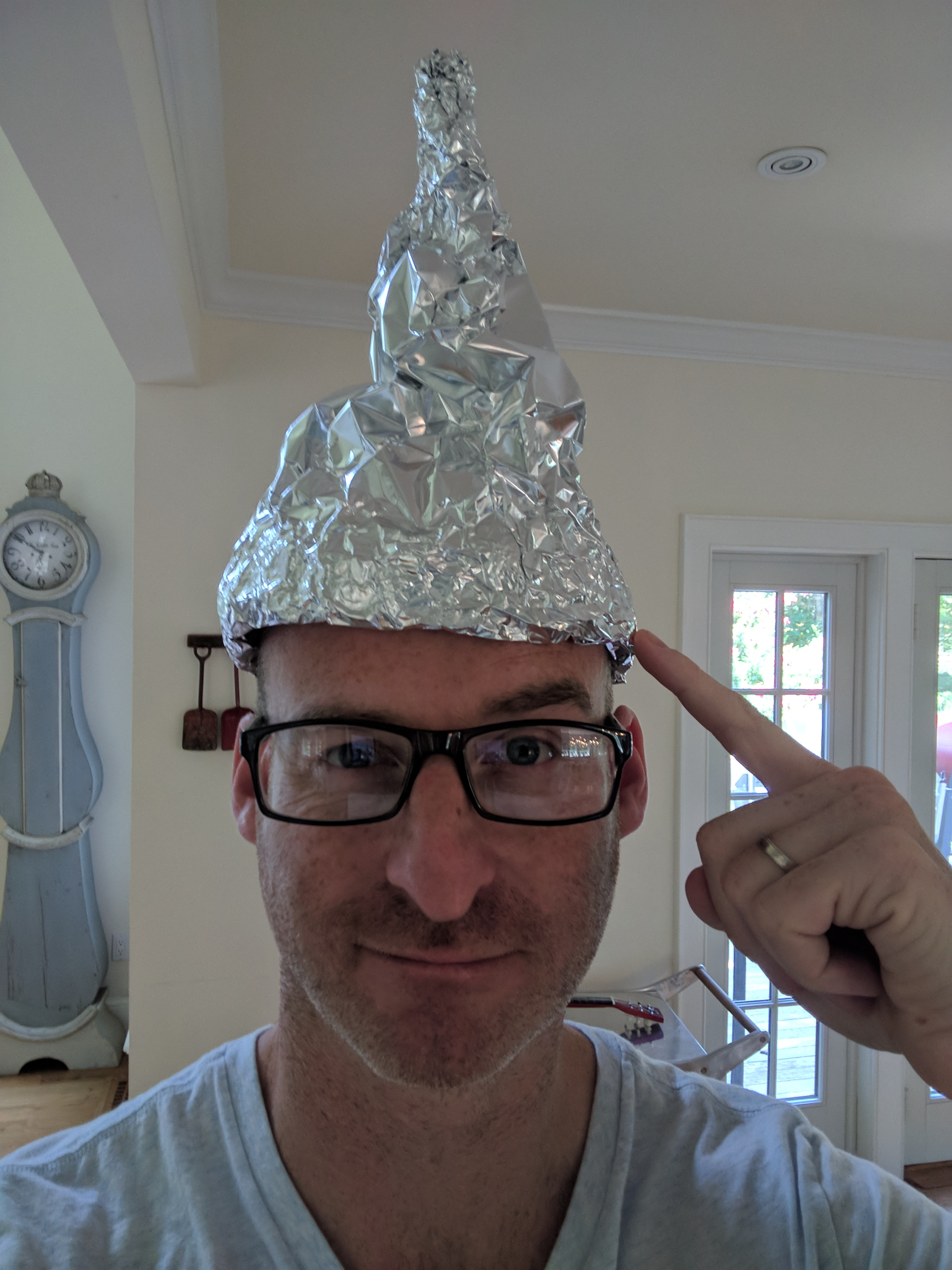
Un hombre con un sombrero de papel aluminio.

Un sombrero de papel aluminio (en inglés: tin foil hat) es un sombrero hecho a partir de una o más hojas de papel aluminio, o un casco convencional forrado con papel aluminio, que a menudo se usa con la creencia o la esperanza de que protege al cerebro de amenazas como campos electromagnéticos, control o lectura mental. La noción de usar este tipo de implementos hechos en casa para tal protección se ha convertido en un estereotipo popular y sinónimo de paranoia, delirios de persecución y creencia en teorías de pseudociencia y conspiración.

## Origen
Algunas personas creen que estos sombreros impiden el control mental por parte de gobiernos, espías o seres paranormales que emplean percepción extrasensorial o el efecto auditivo por microondas. Personas en países que creen que son "individuos específicos" sujetos al espionaje o acoso del gobierno, han desarrollado sitios web, conferencias telefónicas y reuniones de apoyo para discutir sus preocupaciones, incluida la idea de un casco protector. Con el tiempo, el término "sombrero de papel aluminio" se ha asociado con la paranoia y las teorías de conspiración.

## Base científica
Los efectos sobre la salud de la radiación electromagnética han sido documentados durante bastante tiempo. La eficacia de una carcasa metálica para bloquear la radiación electromagnética depende del grosor de la hoja. El papel de aluminio de medio milímetro de espesor es capaz de bloquear parcialmente la radiación electromagnética por encima de 20 kHz (incluidas las bandas AM y FM), sin embargo, papel con esas características de espesor no es comercializado, por lo que se necesitarían numerosas capas de la presentación convencional para lograr el efecto.
En 1962, Allan H. Frey descubrió que el efecto auditivo por microondas puede ser bloqueado con un remiendo de malla de alambre colocado por encima del lóbulo temporal.
En 2005, un estudio experimental realizado por un grupo de estudiantes del Instituto de Tecnología de Massachusetts descubrió que los sombreros de papel de aluminio protegen a sus usuarios de las ondas de radio en la mayor parte del espectro probado, pero amplifican ciertas frecuencias, alrededor de 2,6 GHz y 1,2 GHz.

## En la cultura popular
En 2014, "Weird Al" Yankovic parodió la canción "Royals" de Lorde en su álbum Mandatory Fun, modificándola a "Foil" (hoja de papel aluminio). La canción hace referencia a teorías de conspiración tales como los Illuminati y el Nuevo Orden Mundial.
En un artículo publicado en la revista sobre temas paranormales Fortean Times en 2016, el músico e investigador Daniel Wilson observó una temprana alusión a un "dispositivo de aislamiento eléctrico ciñiendo la cabeza mientras se piensa" en la inusual publicación de no-ficción de 1909 Consciencia Atómica, del autoproclamado "vidente" John Palfrey (alias "James Bathurst") quién creía que dicho sombrero no fue eficaz para "retener sus pensamientos e ideas" contra un supuesto "empuje telepático impactante".
El uso de un sombrero de papel aluminio como protección contra la interferencia de la mente fue mencionado en un cuento de ciencia ficción por Julian Huxley, publicado en 1926, en el que el protagonista descubre que las gorras de papel aluminio pueden bloquear los efectos de la telepatía.
Sombreros de papel aluminio han aparecido en varias películas como Señales (2002), Scary Movie 3 parodiando la misma escena de la película, Señales, agregando un gag donde el personaje interpretado por Charlie Sheen abre la envoltura de aluminio, referenciando a un chocolate de la marca Hershey's, (2003) Noroi: The Curse (2005) y Futurama: Into the Wild Green Yonder (2009).
La serie de televisión de HBO de 2019 Watchmen presenta al personaje Wade Tillman (Looking Glass), un oficial de policía que usa una máscara hecha de papel aluminio reflejante y que mientras está fuera de servicio, usa una gorra forrada con papel de aluminio para proteger su mente de ataques psíquicos alienígenas.

## Otros usos
En 2020, un ciudadano de Uzbekistán intentó cruzar la frontera entre Lituania y Bielorrusia de forma ilegal, utilizando un sombrero de papel aluminio y cubriendo su vestimenta con ese mismo material, para evitar ser detectado por cámaras térmicas. Se ha reportado que los guardias de seguridad de la frontera afrontan vulneraciones similares de forma regular.